# Nat-Htaunk-Kyaung-Kloster

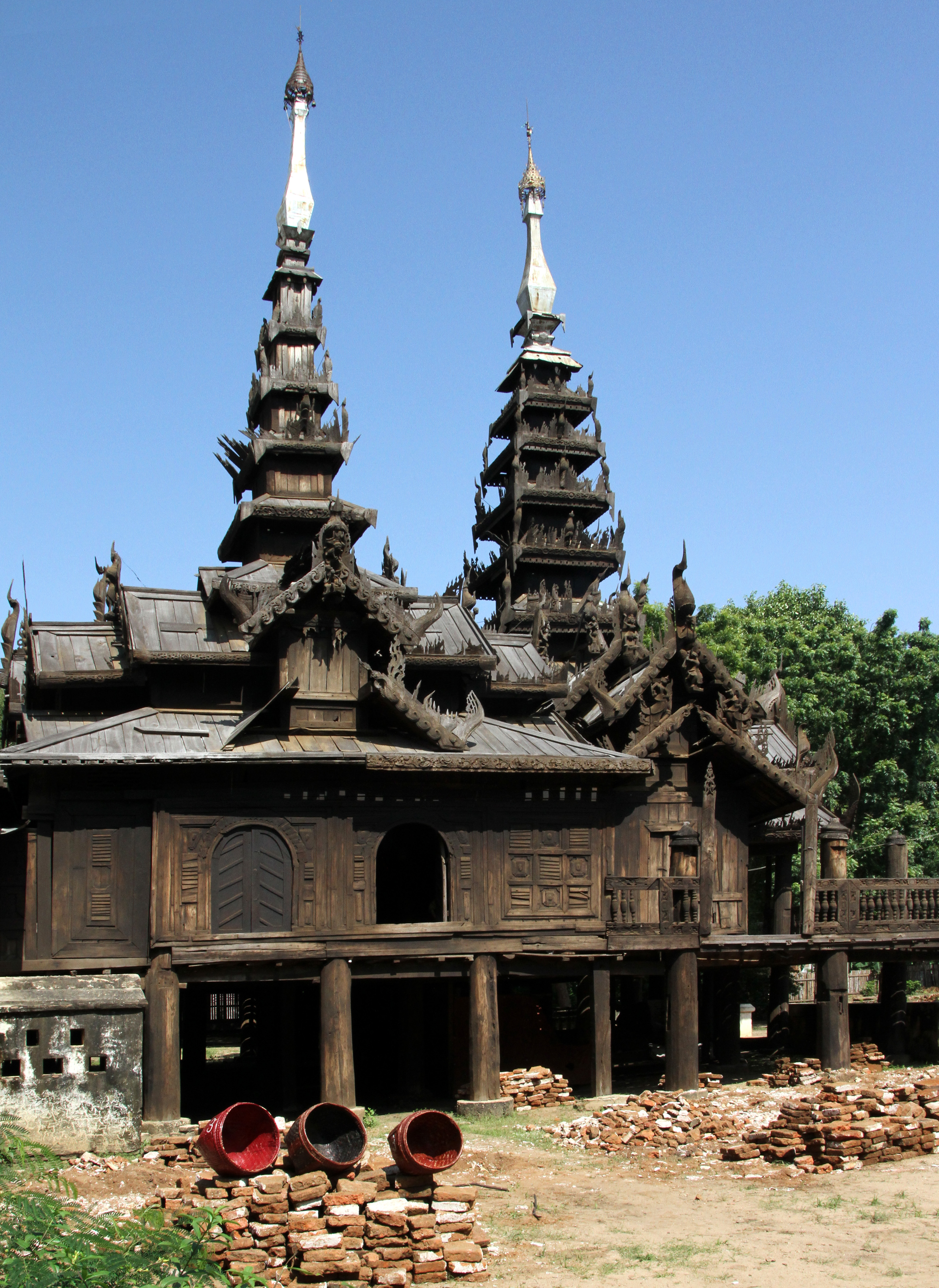
Nat-Htaunk-Kyaung-Kloster

Das Nat-Htaunk-Kyaung-Kloster ist ein aus Teakholz erbautes buddhistisches Kloster in Bagan, Myanmar.

## Geschichte
Es wurde Mitte des 19. Jahrhunderts erbaut.

## Beschreibung
Das Kloster liegt im Dorf Taungbi nordöstlich von Alt-Bagan.

## Galerie

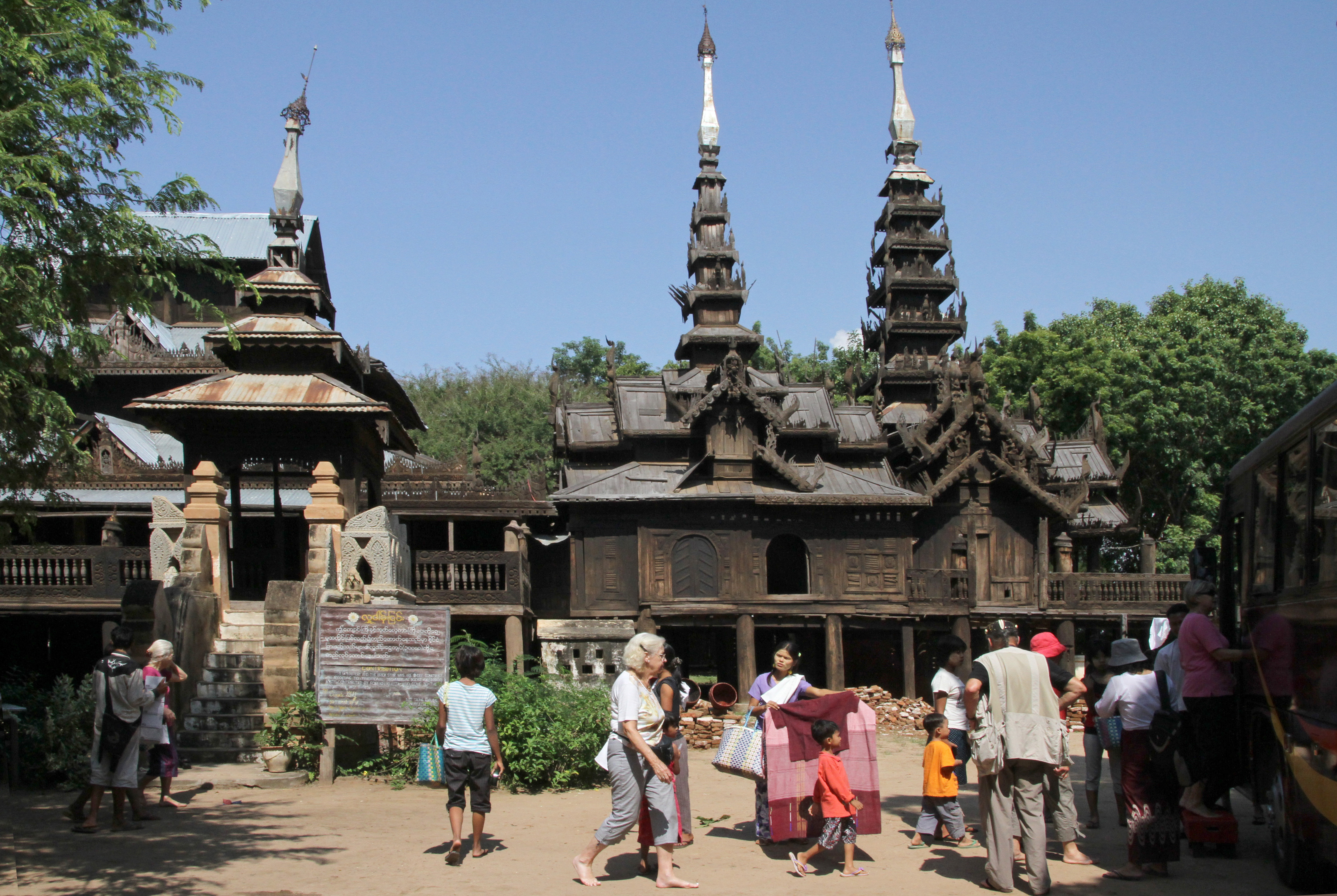
Klostergebäude
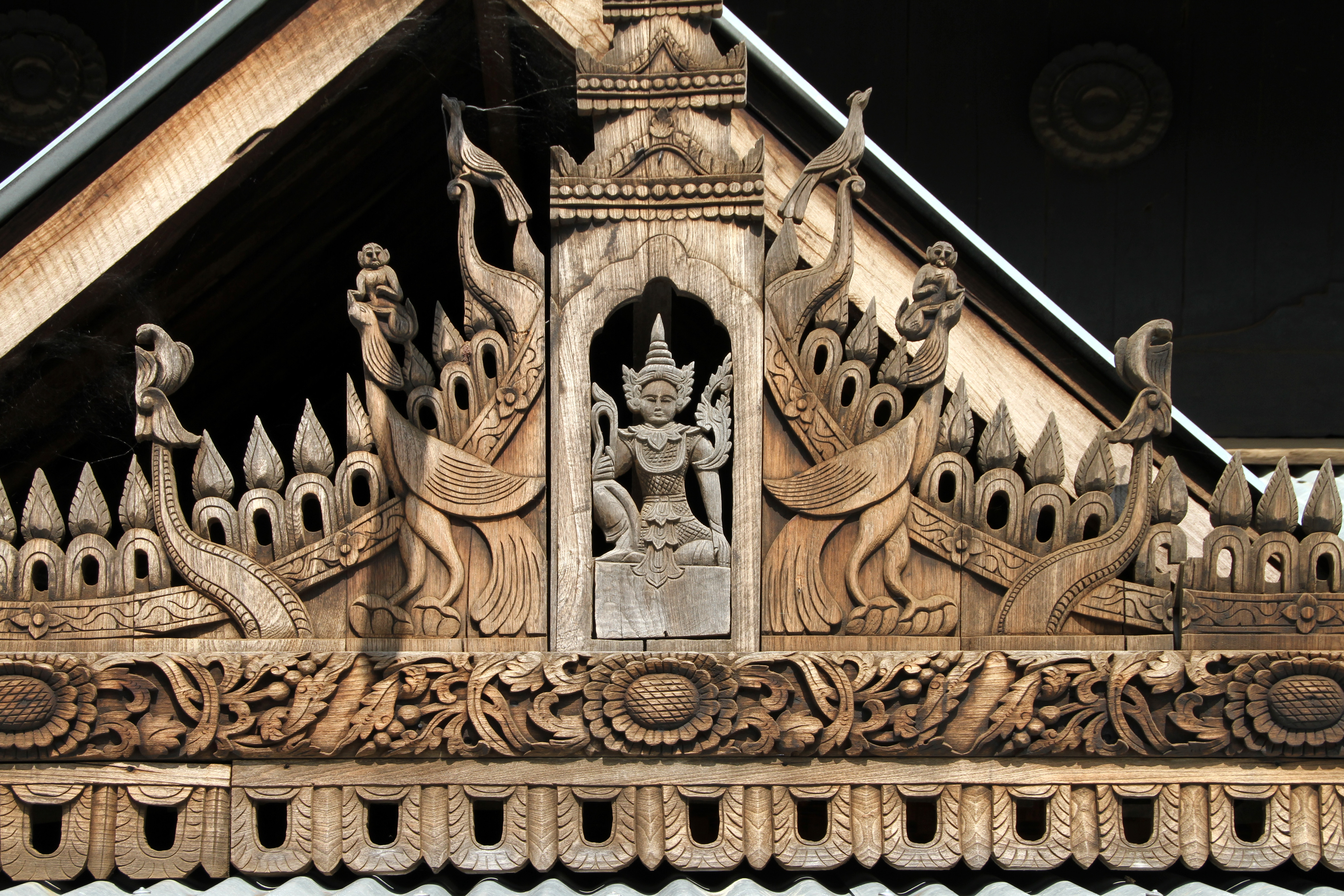
Schnitzerei
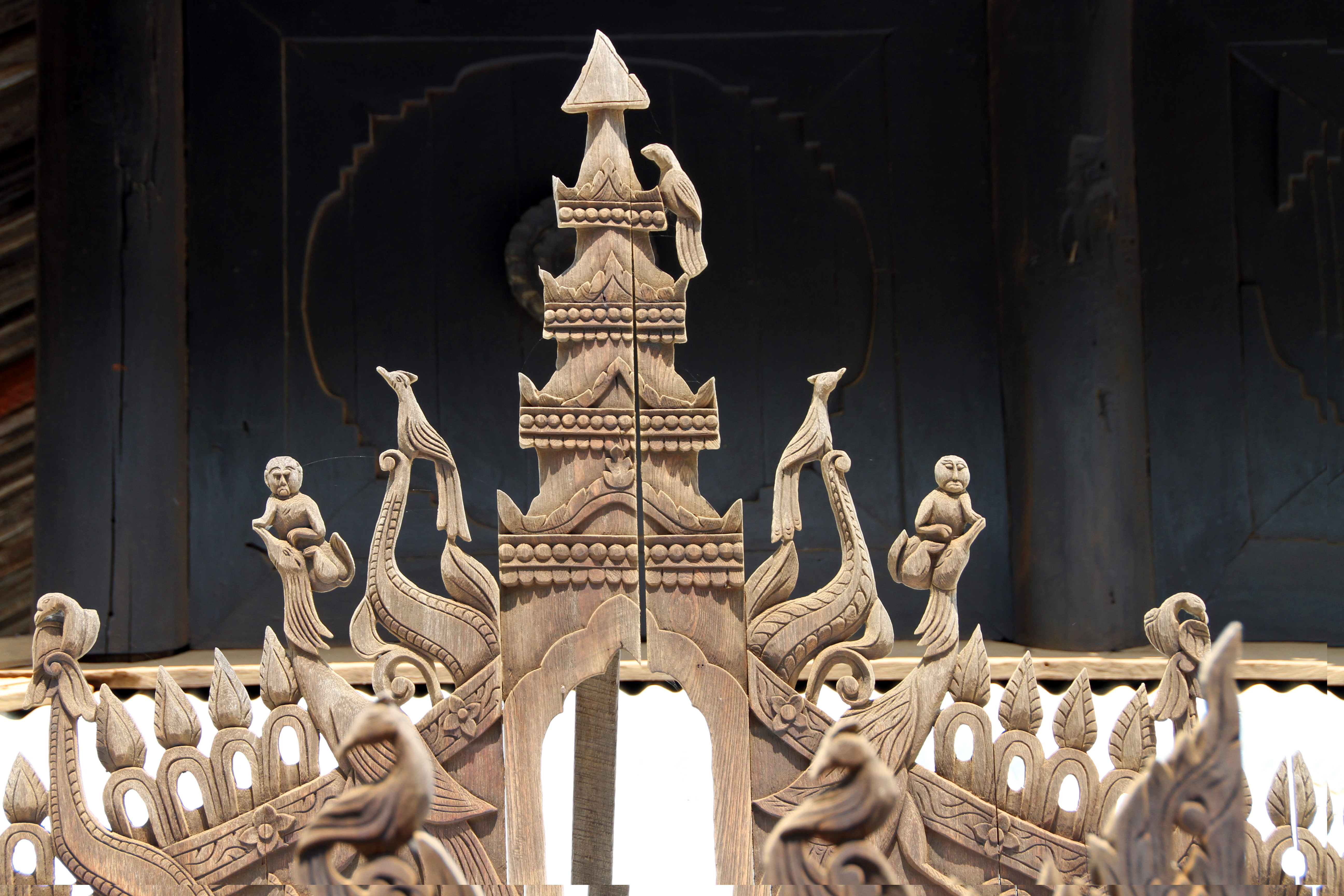
Schnitzerei
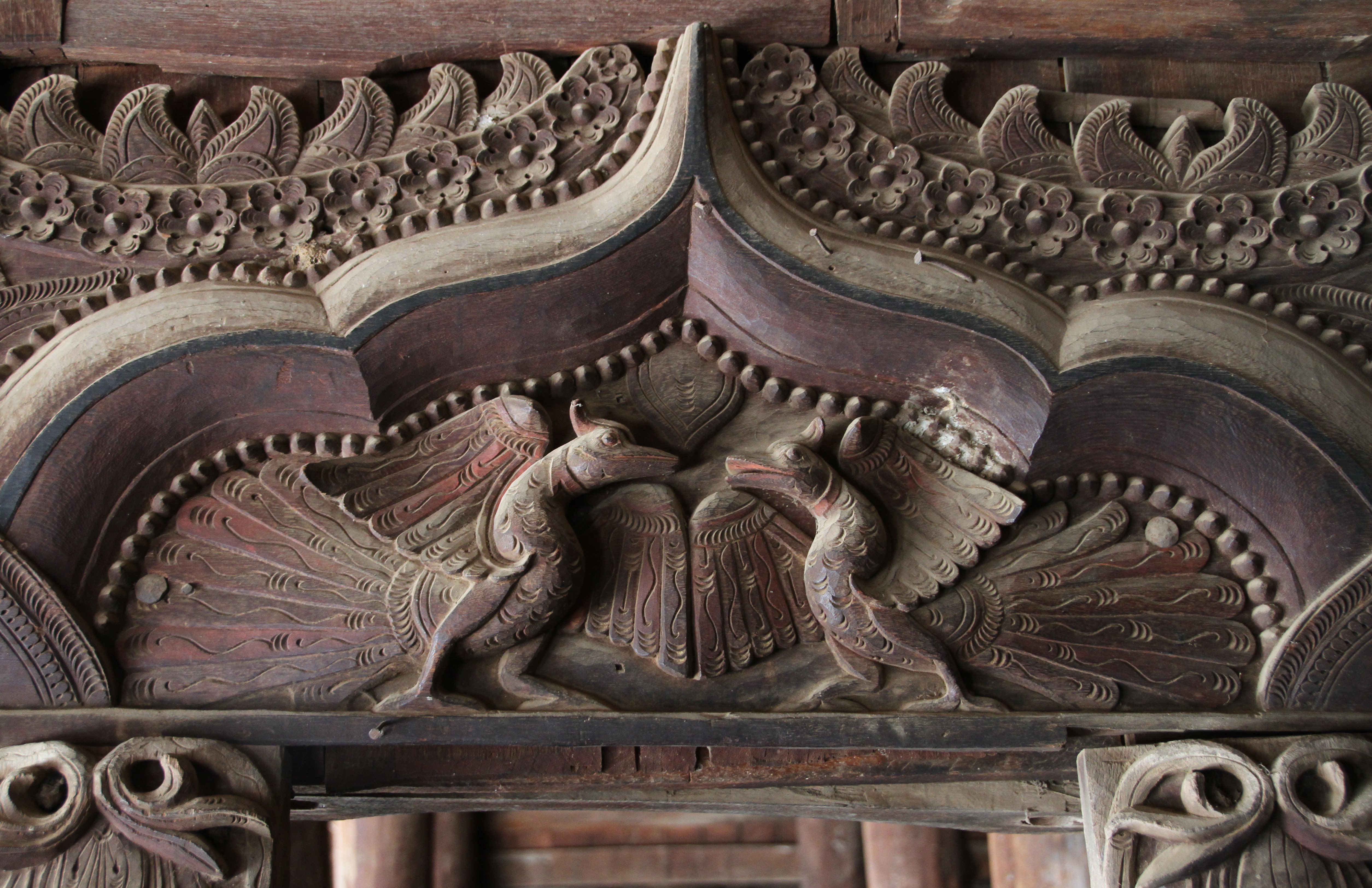
Türsturz
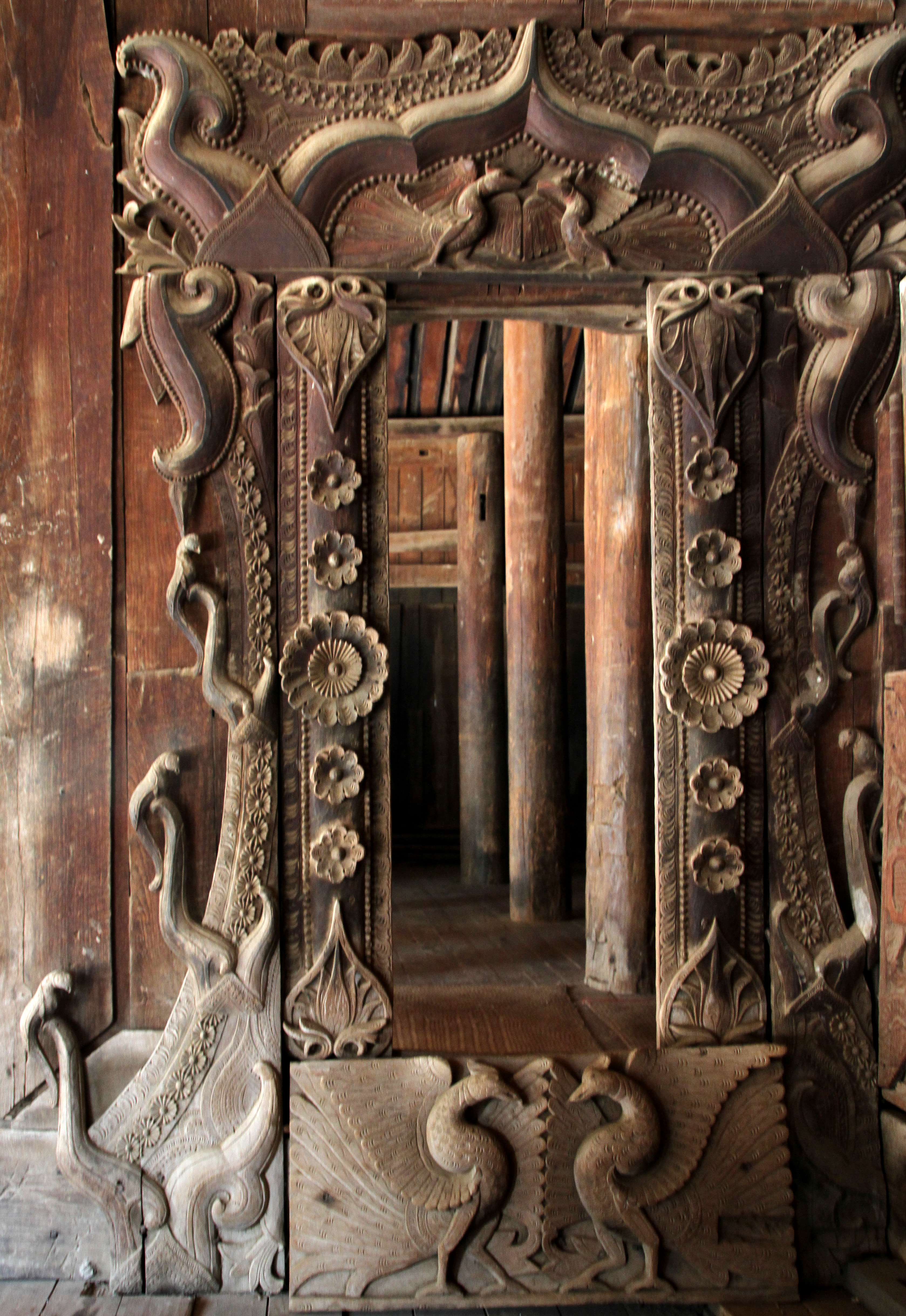
Tür
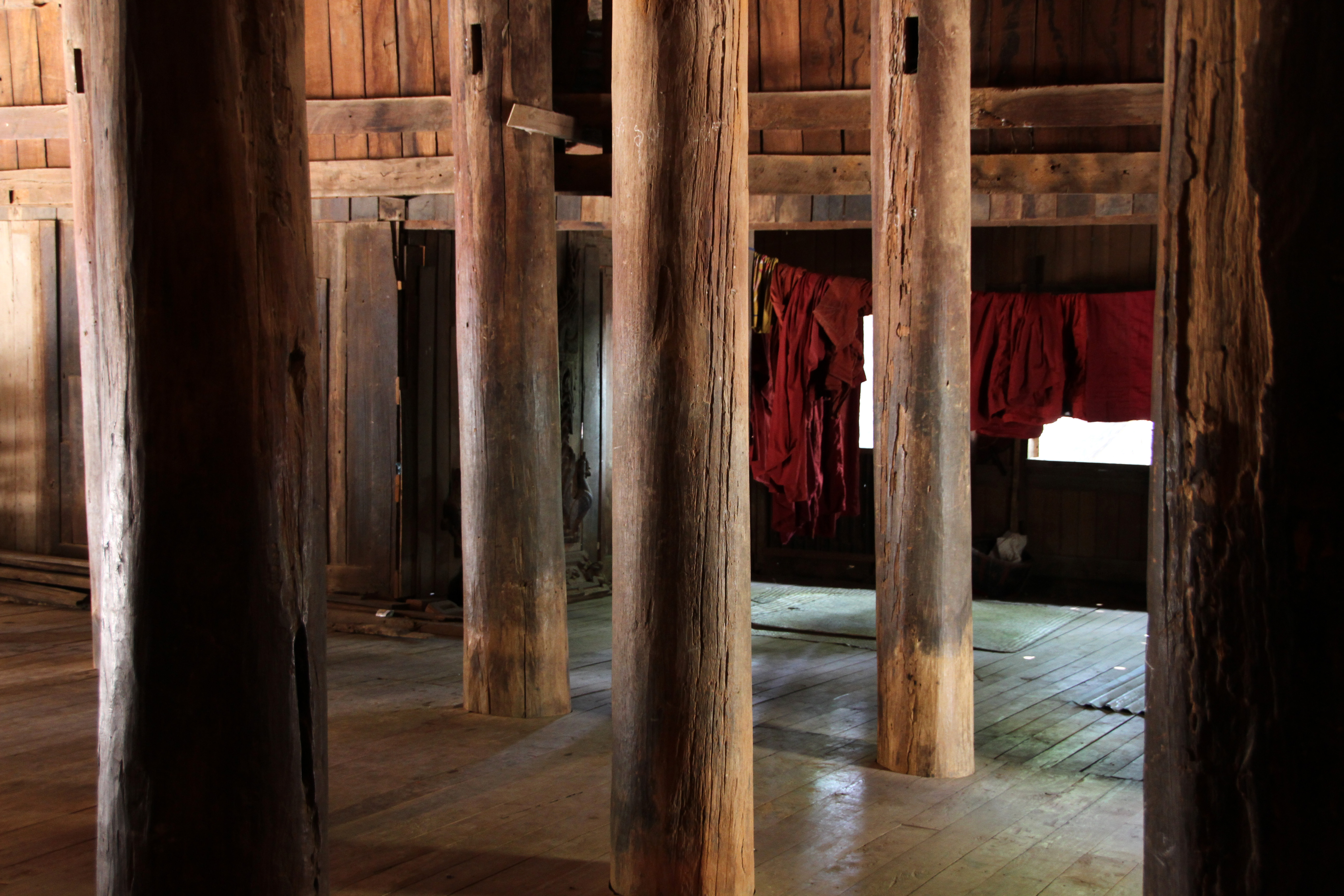
Untergeschoss